# Hexatoma (Eriocera) carinivertex
Hexatoma (Eriocera) carinivertex is een tweevleugelige uit de familie steltmuggen (Limoniidae). De soort komt voor in het Oriëntaals gebied.